# Chvrches
Chvrches (произносится как «churches», название также иногда стилизуется как CHVRCHES и CHVRCHΞS) — шотландская синти-поп группа из Глазго, образованная в сентябре 2011 года. В состав группы входят Лорен Мэйберри, Иэн Кук, Мартин Доэрти и, неофициально с 2018 года, Джонни Скотт. В основном, основываясь на жанре синти-поп, Chvrches также включают в свое звучание инди-электронику, инди-поп и EDM.
Через два года после своего образования, в марте 2013 года, Chvrches выпустили мини-альбом Recover, в который вошли хиты «The Mother We Share» и «Recover». Их дебютный студийный альбом The Bones of What You Believe был выпущен 20 сентября 2013 года, а группа заняла пятое место в списке Sound of 2013 по версии BBC. Два года спустя, 25 сентября 2015 года, группа выпустила свой второй альбом Every Open Eye. Их третий альбом Love Is Dead был выпущен 25 мая 2018 года. Их четвертый альбом, Screen Violence, был выпущен 27 августа 2021 года.

## История

### Начало (2011—2012)
Перед Chvrches, Иэн Кук был членом группы Aereogramme и The Unwinding Hours, а также писал музыку для кино и телевидения. Мартин Доэрти до Chvrches был участником The Twilight Sad. По словам Мэйберри, Иэн и Мартин пошли учиться в университет вместе, так что они знали друг друга достаточно долгое время.
Лорен Мэйберри закончила четыре года юридического факультета, а затем получила магистра журналистики. Это привело её к работе в качестве журналиста на несколько лет до начала музыкальной карьеры. Она играла на фортепиано с детства, а также на барабанах позднее. С 15 до 22 лет она была барабанщицей в нескольких малоизвестных группах. До Chvrches Мэйберри была членом двух местных музыкальных коллективов, а именно Boyfriend/Girlfriend и Sky Archives. В последней группе она была вокалисткой, играла на барабанах и клавишных.
Кук работал над мини-альбомом для Blue Sky Archives в сентябре 2011, тогда он решил попробовать начать новый проект с Мартином Доэрти и Лорен Мэйберри. После нескольких месяцев успешной работы, они решили сформировать группу. Было выбрано имя «Chvrches», стилизованное буквой «v» для избежания путаницы с церквями в поисковых запросах (churches — церкви с английского). Как заявляют музыканты: «название не имеет религиозного подтекста, нам просто понравилось, как оно звучит».
11 мая 2012 года Chvrches выпустили песню «Lies», которая была доступна для свободной загрузки. 5 ноября 2012 года группа выпустила свой первый официальный сингл, «The Mother We Share».

### RecoverиThe Bones of What You Believe(2013—2014)
6 февраля 2013 года Chvrches выпустили свой второй сингл под названием «Recover». За ним последовал и мини-альбом Recover EP, вышедший 25 марта 2013 года в Великобритании и 26 марта 2013 года в США. 13 марта 2013 Chvrches выступили на SXSW, где получили Grulke Prize (лучшее выступление не американских артистов). 19 июня 2013 года Chvrches дебютировали на телевидении, исполняя «The Mother We Share» на шоу Late Night with Jimmy Fallon. 15 июля вышел сингл «Gun».
20 сентября 2013 года группа выпустила свой первый студийный альбом The Bones of What You Believe. На сайте Metacritic альбом получил довольно высокие оценки и на базе 37 обзоров имеет среднюю оценку в 80 баллов из 100.
Группа заняла пятое место в списке талантов Би-би-си Sound of 2013.
Композиция «We Sink» является официальным саундтреком игры FIFA 14.

### Every Open Eye (2015—2016)

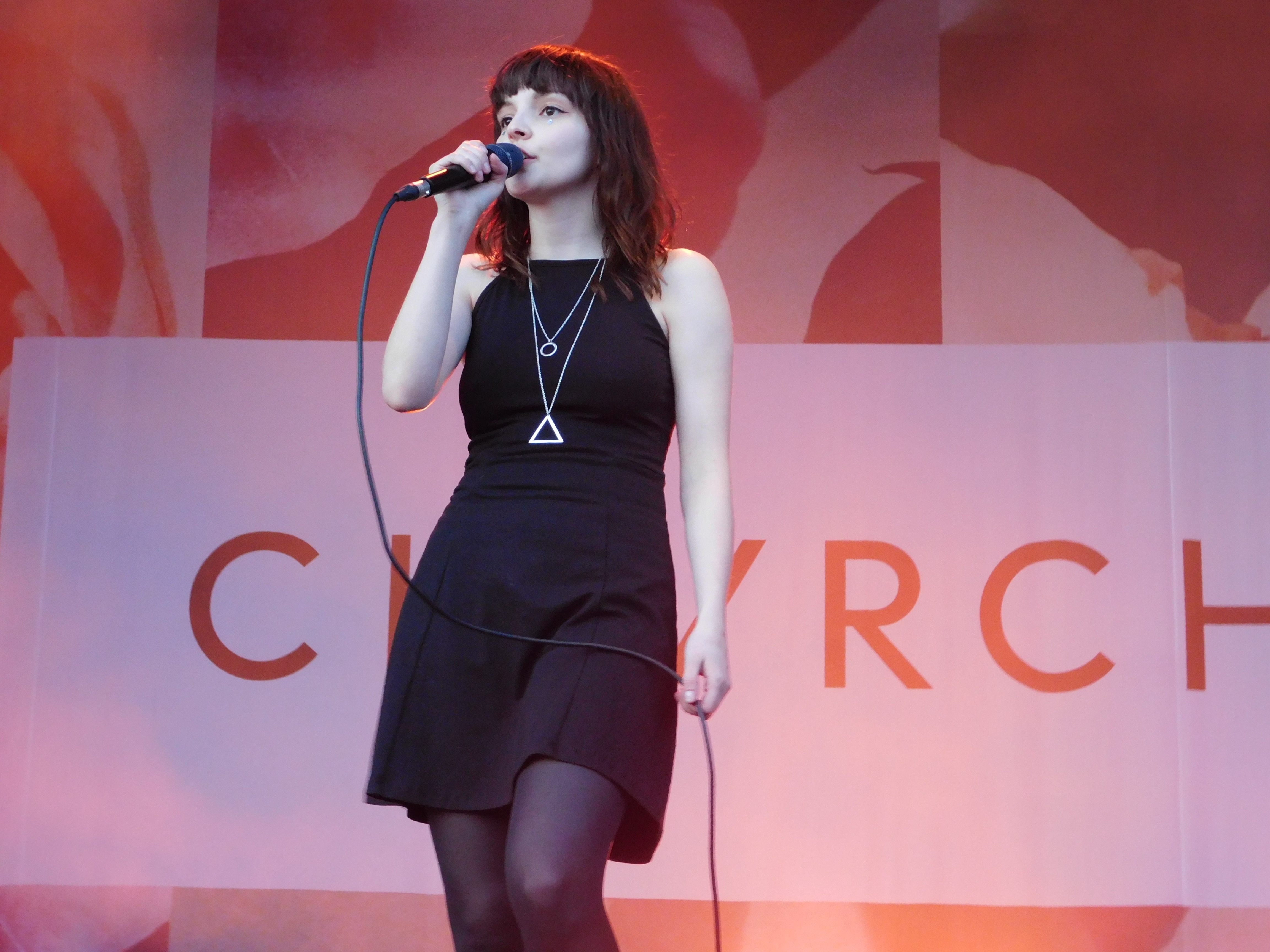
Мэйберри в составе Chvrches выступает в Канаде, 2015 год

Группа начала записывать второй студийный альбом в январе 2015 года, и 5 июня 2015 заявили об окончании работы над ним. Запись была произведена в той же студии, что и для The Bones, но с обновлённым оборудованием звукозаписи, что позволило увеличить инструментальное разнообразие во втором альбоме.
16 июля 2015 группа объявила дату релиза, обложку, а также список композиций для нового альбома, названного Every Open Eye. На следующий день был выпущен первый сингл альбома, «Leave a Trace». Полноценно альбом вышел 25 сентября 2015 года.
12 августа 2015 года, второй сингл «Never Ending Circles» был выпущен на YouTube, через месяц за ним последовал и третий сингл, «Clearest Blue». 19 октября вышел сингл «Empty Threat», клип к которому был загружен 20 ноября на YouTube. 19 февраля вышел клип и к «Clearest Blue».
В апреле 2016 года Chvrches заявили, что у них уже есть ранние задумки по поводу их следующего альбома.
6 июня 2016 Лорен рассказала что планирует начать работу над новым альбомом до конца года.

### Love Is Dead(2017 — настоящее время)
Chvrches начали работу над своим третьим альбомом в феврале 2017 года в Лос-Анджелесе, Калифорния. 24 февраля Дэйв Стюарт из Eurythmics опубликовал пост в Twitter, что он был в студии и работал с группой. 12 декабря было объявлено, что альбом продюсирует Грэг Курстин и что работа над ним близится к завершению. 1 января 2018 года Доэрти подтвердил, что альбом будет выпущен в скором времени в 2018 году. В январе Мэйберри заявила в интервью, что альбом будет называться Love Is Dead и анонсировала «Get Out» в качестве первого сингла с альбома. Песня была выпущена 31 января 2018 года.
Для продвижения предстоящего альбома группа удалила все свои записи в социальных сетях, прежде чем опубликовать короткое видео с новой музыкой под названием «GET IN». Сообщение сопровождалось ссылкой на страницу группы в Facebook Messenger. 31 января 2018 года Энни Мак из BBC Radio 1 анонсировала песню «Get Out», назвав её «самой горячей записью в мире». Альбом также будет включать песню под названием «My Enemy» с участием Мэтта Бернингера из The National. Список треков был анонсирован 26 февраля 2018 года. 29 марта группа выпустила «Never Say Die» в качестве своего третьего сингла с альбома. 10 апреля группа выпустила в качестве четвёртого сингла альбома песню «Miracle». Также к концертному составу группы добавился барабанщик Джонни Скотт.

## Музыкальный стиль
Музыкальный стиль Chvrches обычно обозначается как электро или синти-поп. Журналистка The Observer Китти Эмпайр написала, что они «играют понятный аудитории электропоп, лишь немного недотягивающий до того, чтобы назвать его действительно превосходным». Журнал Wired отметил, что после выхода альбома Every Open Eye, группу стали рассматривать как «нынешнюю наследницу Depeche Mode, New Order и других титанов британской электронной музыки».
Сама группа заявила, что на них повлияли Дэвид Боуи, Игги Поп, Siouxsie and the Banshees, Tangerine Dream и Ник Кейв. Также в качестве влияния они упоминают Мадонну, Eurythmics, Throbbing Gristle, Принса, Tubeway Army, Робин, Лори Андерсон, Depeche Mode, Кейт Буш, Cocteau Twins, Death Cab for Cutie, Orchestral Manoeuvres in the Dark, Синди Лопер, Уитни Хьюстон и Эллиотта Смита.

## Участники
- Лорен Мэйберри — ведущий и бэк-вокалы, ударные, перкуссия, дополнительные синтезаторы, семплы (2011-настоящее)
- Мартин Доэрти[англ.] — синтезаторы, семплеры, фортепиано, гитара ведущий и бэк-вокалы (2011-настоящее)
- Иэн Кук[англ.] — синтезаторы, фортепиано, гитара, бас-гитара, бэк-вокал (2011-настоящее)

Концертный музыкант
- Джонни Скотт — ударные, перкуссия (2018-настоящее)

## Дискография
См. также «Chvrches discography» в английском разделе.

### Студийные альбомы
- The Bones of What You Believe (2013)
- Every Open Eye (2015)
- Love Is Dead (2018)
- Screen Violence (2021)

### Мини-альбомы
- Recover EP (2013)
- EP (2013)
- Gun (Remixes) (2013)
- Hansa Session (2018)

### Синглы
- «The Mother We Share» (2012)
- «Recover» (2013)
- «Gun» (2013)
- «Lies» (2013)
- «We Sink» (2014)
- «Get Away» (2014)
- «Dead Air» (2014)
- «Leave a Trace» (2015)
- «Warning Call» (2015)
- «Death Stranding» (2019)

### Видеоклипы
| Название                                            | Год  | Режиссёр(ы)                      | Пр.    |
| --------------------------------------------------- | ---- | -------------------------------- | ------ |
| «Recover»                                           | 2013 | Вим Рейгарт                      | [ 44 ] |
| «Gun»                                               | 2013 | Pen$acola                        | [ 45 ] |
| «The Mother We Share»                               | 2013 | Синг Дж. Ли                      | [ 46 ] |
| «Lies»                                              | 2013 | Синг Дж. Ли                      | [ 47 ] |
| «Recover (Travelogue)»                              | 2014 | Синг Дж. Ли                      | [ 48 ] |
| «We Sink»                                           | 2014 | Синг Дж. Ли                      | [ 49 ] |
| «Under the Tide»                                    | 2014 | Синг Дж. Ли                      | [ 50 ] |
| «Leave a Trace»                                     | 2015 | Уоррен Ду Приз Ник Торнтон-Джонс | [ 51 ] |
| «Empty Threat»                                      | 2015 | Остин Питерс                     | [ 52 ] |
| «Clearest Blue»                                     | 2016 | Уоррен Фу                        | [ 53 ] |
| «Bury It» (при участии Хейли Уильямс)               | 2016 | Джейми Маккелви                  | [ 54 ] |
| «Get Out»                                           | 2018 |                                  | [ 55 ] |
| «Miracle»                                           | 2018 | Уоррен Фу                        | [ 56 ] |
| «Out Of My Head» (при участии Wednesday Campanella) | 2018 | Дзюнъити Ямамото Ёсики Имадзу    | [ 57 ] |
| «Graffiti»                                          | 2018 | Рэйр Хендерсон                   | [ 58 ] |

## Награды и номинации
| Год  | Премия                              | Номинация                                          | Результат   |
| ---- | ----------------------------------- | -------------------------------------------------- | ----------- |
| 2012 | BBC Sound of 2013                   | Sound of 2013                                      | Пятое место |
| 2012 | Rober Awards Music Poll             | Most Promising New Artist                          | Номинация   |
| 2013 | Rober Awards Music Poll             | Best Pop Artist                                    | Номинация   |
| 2013 | Rober Awards Music Poll             | Breakthrough Artist                                | Победа      |
| 2013 | South by Southwest                  | Inaugural Grulke Prize (for Developing Non-US Act) | Победа      |
| 2013 | Popjustice £20 Music Prize          | Best British Pop Single for «The Mother We Share»  | Победа      |
| 2014 | A2IM Libera Awards                  | Breakthrough Artist of the Year                    | Победа      |
| 2014 | The SAY Awards                      | Scottish Album of the Year                         | Номинация   |
| 2014 | NME Awards                          | Best New Band                                      | Номинация   |
| 2015 | Best British Band                   | Номинация                                          |             |
| 2015 | Brit Awards                         | British Breakthrough Act                           | Номинация   |
| 2016 | The SAY Awards                      | Scottish Album of the Year                         | Номинация   |
| 2018 | iHeartRadio Much Music Video Awards | Best Rock/Alternative Artist or Group              | Номинация   |